# 16419 Kovalev
16419 Kovalev (tên chỉ định: 1987 SS28) là một tiểu hành tinh vành đai chính. Nó được phát hiện bởi Lyudmila Zhuravlyova ở Đài vật lý thiên văn Crimean gần Nauchnyj, Ukraine, ngày 24 tháng 9 năm 1987. Nó được đặt theo tên Sergej Nikitich Kovalev.